# Monsoon (Sanctuary – Génrejtek)
A Monsoon a Sanctuary – Génrejtek című kanadai sci-fi-fantasy televíziós sorozat negyedik évadjának negyedik epizódja.

## Ismertető
Helen Magnus Afrikába utazik, hogy találkozzon egyik szövetségesükkel, Richard Felizzel. A repülőtéren várakozó embereket néhány abnormálisból álló csapat megtámadja, akik Feliz pénzére pályáznak. Helennek sikerül megszöknie a társaságtól, és tönkretenni a támadók számítógépeit. Kiszabadítja az egyik túszt is, és több túszejtőt hatástalanít. Meg kell akadályoznia, hogy az érkező Feliz gépe leszálljon, mert ha a pénzt megkapják, a támadók megölnek mindenkit.
Eközben a Menedékből Henry és Will egy elszökött stenopelhabilis keresésére indul, melyre korábban Henry Kate-tel talált rá. A város alatti csatornában összefutnak Abbyvel és társával, mivel a abnormálisok Földre özönlése óta az FBI is létrehozta saját, megmagyarázhatatlan eseményeket vizsgáló csoportjait. Willék félrevezetik őket a saját védelmük érdekében, de Abby emiatt szakít vele. Négyüknek sikerül elkapni a steno-t, és Abby is megbocsát Willnek.
A Magnus által kiszabadított kutatónőről kiderül, hogy csomagjában egy halálos vírus van. A támadók vezetője ezzel is megelégszik a pénz helyett, és lelépnek a helyszínről, azonban repülőgépük nem sokkal felszállás után felrobban. A csomag csak robbanóanyagot tartalmazott, maga a vírus a kutatónő testében van. Végül egyik túsztársukról kiderül, hogy ő Richard Feliz.

## Fogadtatás
A TV by the Numbers adatai alapján az epizódra 1,2 millió nézőt vonzott a 18-49 éves korosztály körében.

## Érdekesség
Az epizód végén a kutatónő, Charlotte Benoit (Sandrine Holt) szájon csókolja Dr. Magnust (Amanda Tapping), aki először meglepődik, majd visszacsókol. A nézők reakciója a zavarodottságtól az undorodásig, a dicsérettől a támadásig terjedő volt. A forgatókönyv szerint csak a kutatónő csókolta volna meg Magnust, de Tapping úgy vélte, karakterének is viszonoznia kell azt. A színész és rendező Tapping meglepődve tapasztalata a nézők vegyes reakcióját. Egyrészt a tervek szerint semmilyen további vagy mélyebb tartalmú tervük nem volt az eseménnyel kapcsolatban, másrészt korábbi részekben volt utalás arra, hogy a több száz éve élő Helen Magnusnak mindkét nemmel lehetett már dolga. Azokat a támadásokat viszont határozottan visszautasította, melyek szerint a jelenet csak Damian Kindler író és Martin Wood rendező trükkje volt, hogy meleg nézőkkel bővítsék a rajongótábort. Mindemellett a rengeteg pozitív és támogató visszajelzés munkájának elismerését jelenti Amanda Tapping számára.